# Чишмя (Оргеевский район)
Чишмя (рум. Cişmea) — село в Оргеевском районе Молдавии. Наряду с селом Пеливан входит в состав коммуны Пеливан.

## География
Село расположено на высоте 72 метра над уровнем моря.

## Население
По данным переписи населения 2004 года, в селе Чишмя проживает 1478 человек (743 мужчины, 735 женщин).
Этнический состав села:
| Национальность | Число жителей | Процентный состав |
| -------------- | ------------- | ----------------- |
| молдаване      | 1463          | 98,99             |
| румыны         | 5             | 0,34              |
| украинцы       | 4             | 0,27              |
| русские        | 2             | 0,14              |
| прочие         | 4             | 0,27              |
| Всего          | 1478          | 100 %             |